# Round Top (Texas)
Round Top é uma pequena cidade do Texas, localizada no condado de Fayette, cujo último senso de 2000 registrou uma população de 77 habitantes. É considerado o menor município incorporado ao estado do Texas, isto é, com governo administrativo.
Apesar do tamanho físico e população, a cidade recebe milhares de turistas do mundo todo devido a variedade de eventos ao decorrer do ano. Duas feiras de antiguidades (uma na primavera e outra no outono) trazem para a localidade centenas de stands de venda de produtos como móvei, obras de artes, utensílios domésticos, entre outros.
Há também cerca de 5 restaurantes, cafés, lojas de móveis, vinhos, galerias de arte e bares. Mas a cidade destaca-se também pela vida cultural proporcionada principalmente pelo Instituto Festival Hill.

## The International Festival Institute
O Instituto Festival Hill foi fundado em 1971 pelo renomado pianista James Dick (The James Dick Foundation for the Performing Arts). Diversos eventos marcam o calendário da fundação, como o Guitar Festival, "Museum Forum", Theatre Forum, Poetry Forum, "Percussion Galore", "Herbal Forum" dentre outros. O mais importante deles é o "Summer Institute".

## Festival de Verão
O Festival de Verão traz estudantes de música de diversos pontos do globo, selecionados para participarem de um treinamento rigoroso com renomados músicos, regentes e professores. Durante o verão, dezenas de concertos de música erudita são apresentados, atraindo milhares de pessoas.